# 渐尖茶藨子
渐尖茶藨子（学名：Ribes takare）为虎耳草科茶藨子属下的一个种。

## 扩展阅读
- 維基物種上的相關：渐尖茶藨子